# الفاكه بن بشر الأنصاري
الفاكه بن بشر بن الفاكه بن زيد الخزرجي الأنصاري صحابي جليل من قبيلة الخزرج من الأنصار شهد مع النبي محمد ﷺ غزوة بدر.